# 劉敦楨
劉 敦楨（りゅう とんてい）は、中国の建築史家。
中国における建築史の開拓者で、建築教育にも大きな影響を与えた。戦前には、日本における中国建築に関する研究成果を本国に紹介した。戦後は、中国建築史の通史の執筆、住宅・園林の研究を行った。

## 略歴
- 1897年、湖南省宝慶府新寧県生まれ。
- 1913年、湖南長沙楚怡学校卒業。来日。
- 1916年、東京高等工業学校（現・東京工業大学）機械科入学。
- 1917年、同校建築科に転科。
- 1921年、同校卒業。帰国。
- 1923年、蘇州工業専門学校で中国で最初の建築科を創設（後に中央大学に移転）。
- 1930年、中国営造学社に加入。
- 1943年、中央大学（1949年南京大学に改名）建築系教授。
- 1952年、南京工学院（南京大学から独立、現在は東南大学）教授。
- 1955年、中国科学院技術科学部委員。中国建築学会理事長。
- 1968年、文化大革命では迫害を受け、南京で死去。

## 主な著作
- 『中国住宅概説』 建築工程出版社 (1957)
- 『営造法原』 (姚承祖原著、劉敦楨校閲) 建築工程出版社 (1959)
- 『蘇州古典園林』 中国建築工業出版社 (1979)
- 『中国古代建築史』 (建筑科学研究院建筑史編委会編、劉敦楨主編) 中国建築工業出版社 (1980)
- 『劉敦楨文集』（全４巻）中国建築工業出版社 (1982)

## 主な訳書
- 田中淡・沢谷昭次訳『中国の住宅』鹿島出版会・SD選書 (1976)
- 田中淡訳『中国建築の歴史』平凡社 (1981)
- 田中淡訳『中国の名庭 蘇州古典園林』小学館 (1982)